# 熱雷米·夏爾迪
熱雷米·夏爾迪（法語：Jérémy Chardy，1987年2月12日—），法國職業網球運動員。他贏得了2005年溫布頓網球公開賽青少年組男子單打賽事的冠軍。在2005年的美國網球公開賽青少年組男子單打賽事上，輸給了Ryan Sweeting，獲得亞軍。

## 外部連結
- 熱雷米·夏爾迪（英文/西班牙文）的官方資料
- 熱雷米·夏爾迪的國際網球總會 職業／青少年 官方資料（英文）
- 熱雷米·夏爾迪的官方資料（英文）